# (8132) Vitginzburg
(8132) Vitginzburg est un astéroïde de la ceinture principale.

## Description
(8132) Vitginzburg est un astéroïde de la ceinture principale. Il fut découvert le 18 décembre 1976 à Nauchnyj par Lioudmila Tchernykh. Il présente une orbite caractérisée par un demi-grand axe de 2,63 UA, une excentricité de 0,10 et une inclinaison de 14,2° par rapport à l'écliptique.

## Compléments